# Liste von Steampunk-Werken
Steampunk ist ein junges literarisches Genre, das Elemente von Abenteuerromanen, Science-Fiction und Alternativweltgeschichten verbindet, in einer früheren Epoche der Menschheitsgeschichte spielt (häufig dem viktorianischen Zeitalter), diese aber mit phantastischen Erfindungen anreichert, deren Design und offensichtliche Funktionen den Mitteln der zugrunde liegenden Zeit entsprechen, aber eigentlich Anachronismen darstellen und der dargestellten Zeit weit voraus, wenn überhaupt möglich, sind.

## Literarische Vorläufer des Steampunk

### Inspirationen für den Steampunk
- Jules Verne[1]
- H. G. Wells[1]
- Edward S. Ellis[2]
- Kurd Laßwitz[3]
- Hans Dominik[3]
- Gustav Meyrink[3]

### Eigentliche Vorläufer
| Autor             | Lebensdaten | Originalsprache | Werke |
| ----------------- | ----------- | --------------- | --- |
| Brian Aldiss      | 1925–2017   | englisch        | Der Speichelbaum |
| Edmund Cooper     | 1926–1982   | englisch        | Die neue Zivilisation |
| Avram Davidson    | 1923–1993   | englisch        | I Do Not Hear You Sir, What Strange Stars and Skies                                                                                  |
| Harry Harrison    | 1925–2012   | englisch        | Der große Tunnel |
| K. W. Jeter       | * 1950      | englisch        | Die Nacht der Morlocks: Die Zeitmaschine kehrt zurück                                                                                |
| Desmond Leslie    | 1921–2001   | englisch        | How Britain Won the Space Race, mit Patrick Moore                                                                                    |
| Richard A. Lupoff | * 1935      | englisch        | Vorstoß in den Äther |
| Michael Moorcock  | * 1939      | englisch        | Die Oswald-Bastable-Trilogie (Zeitnomaden): * Der Herr der Lüfte * Der Landleviathan * Der Stahlzar                                  |
| Patrick Moore     | 1923–2012   | englisch        | How Britain Won the Space Race, mit Desmond Leslie                                                                                   |
| Stephen Utley     | * 1948      | englisch        | mit Howard Waldrop: * Custers letzter Absprung * Schwarz wie der Abgrund, von Pol zu Pol                                             |
| Howard Waldrop    | 1946–2024   | englisch        | The World as We Know’t, Night of the Cooters mit Stephen Utley: * Custers letzter Absprung * Schwarz wie der Abgrund, von Pol zu Pol |

## Steampunk-Literatur
Dies ist eine Liste von Autoren, die mindestens eine Steampunk-Geschichte (Roman, Kurzgeschichte, Novelle etc.) geschrieben haben.
- Werk soll den Titel des Romans, der Geschichte oder Erzählung enthalten, zuerst der Originaltitel in Originalsprache, dann in Klammern der deutsche, falls das Werk nicht ursprünglich auf Deutsch erschienen ist.
- Erscheinungsjahr ist das Erscheinungsjahr der Originalausgabe und in Klammern der deutschen, wenn das Werk nicht ursprünglich auf Deutsch erschienen ist.
- Unter Bemerkung kann zum Beispiel die Romanreihe oder das Sammelwerk aufgeführt werden, oder eine spezielle Unterart des Steampunk angegeben werden (z. B. Steamfantasy, Dieslpunk etc.)
- Beleg soll einen Quelleneintrag zu der Rezension, Webseite oder Literatur/Nachschlagewerk enthalten, die dieses Werk als Steampunk beschreibt.

| Werk | Autor(en)                                                               | Erscheinungsjahr | Originalsprache      | Bemerkung | Beleg         |
| --- | ----------------------------------------------------------------------- | ---------------- | -------------------- | --- | ------------- |
| The Women of Nell Gwynne’s (deutsch Die Frauen von Nell Gwynne’s)                                                                       | Kage Baker                                                              | 2009 (2010)      | englisch             | Feder&Schwert Steampunk | [ 4 ]         |
| Patton’s Spaceship | John Barnes                                                             | 1997             | englisch             | Timeline Wars Trilogy | [ 1 ]         |
| Affinity Bridge | George Mann                                                             | 2011 (2008)      | deutsch              | | [ 1 ]         |
| Anti-Ice (deutsch Anti-Eis) | Stephen Baxter                                                          | 1993 (1997)      | englisch             | | [ 1 ]         |
| Homunculus (deutsch Homunculus) | James Blaylock                                                          | 1986 (1990)      | englisch             | | [ 1 ]         |
| Mission Clockwork: Gefahr für das britische Empire                                                                                      | Arthur Slade                                                            | 2011             | deutsch              | | [ 1 ]         |
| The Blue Portal | Eric Brown                                                              | 2002             | englisch             | | [ 1 ]         |
| Terapolis | Tom Dekker                                                              | 2019             | deutsch              | Terapolis-Reihe | [ 5 ]         |
| Clockwork | Tom Dekker                                                              | 2020             | deutsch              | Terapolis-Reihe | [ 6 ]         |
| Diesel | Tom Dekker                                                              | 2022             | deutsch              | Terapolis-Reihe | [ 7 ]         |
| Von Feuer und Dampf. Spiegelwelten 2 | Stefan Cernohuby (Hrsg.)                                                | 2010 (2013)      | deutsch              | Anthologie | [ 8 ]         |
| Dampf über Europa | Stefan Cernohuby, Gerd Scherm (Hrsg.)                                   | 2018             | deutsch              | Anthologie, ist in der gleichen Welt angesiedelt wie Von Feuer und Dampf | [ 9 ]         |
| The Steampunk Trilogy | Paul Di Filippo                                                         | 1995             | englisch             | | [ 1 ]         |
| Druid’s Blood (deutsch Druidenblut) | Esther Friesner                                                         | 1988 (2000)      | englisch             | | [ 1 ]         |
| Extraordinary Engines: The Definitive Steampunk Anthology                                                                               | Nick Gevers (Hrsg.)                                                     | 2009             | englisch             | Anthologie | [ 10 ]        |
| The Difference Engine (deutsch Die Differenzmaschine)                                                                                   | William Gibson, Bruce Sterling                                          | 1990 (1992)      | englisch             | | [ 1 ]         |
| Worldshaker (deutsch Worldshaker) | Richard Harland                                                         | 2009 (2010)      | englisch             | | [ 11 ]        |
| Salzträume | Ju Honisch                                                              | 2009             | deutsch              | Feder&Schwert Steampunk | [ 12 ]        |
| The Court of the Air (deutsch Das Königreich der Lüfte)                                                                                 | Stephen Hunt                                                            | 2007 (2009)      | englisch             | Steamfantasy | [ 13 ]        |
| Infernal Devices (deutsch Das Erbe des Uhrmachers)                                                                                      | K. W. Jeter                                                             | 1987 (1990)      | englisch             | | [ 1 ]         |
| Newton’s Cannon (deutsch Newtons Kanone)                                                                                                | Greg Keyes                                                              | 1998 (2007)      | englisch             | Der Bund der Alchemisten | [ 14 ]        |
| The Light Ages (deutsch Aether) | Ian R. MacLeod                                                          | 2003 (2005)      | englisch             | | [ 15 ]        |
| Naming the Dead | Paul J. McAuley                                                         | 1999             | englisch             | | [ 1 ]         |
| Anno Dracula | Kim Newman                                                              | 1992             | englisch             | | [ 1 ]         |
| Clockwork Heart (deutsch Das mechanische Herz)                                                                                          | Dru Pagliassotti                                                        | 2008 (2010)      | englisch             | Feder&Schwert Steampunk | [ 16 ]        |
| Whitechapel Gods (deutsch Die Götter von Whitechapel)                                                                                   | S. M. Peters                                                            | 2008 (2011)      | englisch             | Feder&Schwert Steampunk | [ 17 ]        |
| Der Kristallpalast | Oliver Plaschka, Matthias Mösch und Alexander Flory                     | 2010             | deutsch              | Feder&Schwert Steampunk | [ 18 ]        |
| Larklight (deutsch Lerchenlicht) | Philip Reeve                                                            | 2006 (2007)      | englisch             | Lerchenlicht-Serie | [ 19 ]        |
| The Hollow Earth (deutsch Hohlwelt) | Rudy Rucker                                                             | 1990 (1997)      | englisch             | | [ 1 ]         |
| Das Vermächtnis der Magier | Peter Schwindt                                                          | 2010             | deutsch              | Morland-Trilogie | [ 20 ]        |
| Steampunk | Ann Vandermeer, Jeff Vandermeer (Hrsg.)                                 | 2008             | englisch             | Anthologie | [ 21 ]        |
| Die zerbrochene Puppe | Judith C. Vogt und Christian Vogt                                       | 2012             | deutsch              | Feder & Schwert Steampunk | [ 22 ]        |
| Eis und Dampf | Christian Vogt (Hrsg.)                                                  | 2013             | deutsch              | Anthologie | [ 23 ]        |
| Die Grüne Fee | Judith C. Vogt, Christian Vogt, Mia Steingräber und Tobias Rafael Junge | seit 2016        | deutsch              | Groschenheft-Reihe, die sowohl in unserer als auch in der Steampunkwelt von Eis&Dampf erscheint. | [ 24 ]        |
| Leviathan (deutsch Leviathan. Die geheime Mission)                                                                                      | Scott Westerfeld                                                        | 2009 (2010)      | englisch             | Leviathan-Reihe | [ 25 ]        |
| Die Welt am Abgrund | Andreas Zwengel                                                         | 2009             | deutsch              | | [ 26 ]        |
| Electrica - Lord des Lichts | Silvia Helene Henke                                                     | 2011             | deutsch              | Steampunk-Romance | [ 27 ]        |
| The Grand Eclipse (deutsch Das große Rennen)                                                                                            | Paula Volsky                                                            | 2000             | englisch             | Variante von „In 80 Tagen um die Welt“ mit einer weiblichen Protagonistin | [ 28 ]        |
| Harms Way (deutsch Sophies Kurs) | Colin Greenland                                                         | 1993             | englisch             | Im Stil eines victorianischen Entwicklungsromans geschrieben, erstreckt sich hier das Britische Empire bis zu den Planeten des Sonnensystems. Raumschiffe können durch den Äther segeln. Hauptfigur: Sophie Farthing | [ 29 ] [ 30 ] |
| Perdido Street Station (deutsch Die Falter und Der Weber)                                                                               | China Miéville                                                          | 2000             | englisch             | Steamfantasy, Bas-Lag Serie, Band 1 | [ 31 ]        |
| The Scar (deutsch Die Narbe und Leviathan)                                                                                              | China Miéville                                                          | 2002             | englisch             | Steamfantasy, Bas-Lag Serie, Band 2 | [ 32 ]        |
| Iron Council (deutsch Der Eiserne Rat)                                                                                                  | China Miéville                                                          | 2004             | englisch             | Steamfantasy, Bas-Lag Serie, Band 3, Thema ist die frühe Arbeiterbewegung, entspricht etwa der Situation um 1870 der realen Welt.                                                                                    | [ 33 ]        |
| The Diamond Age (deutsch Diamond Age - Die Grenzwelt)                                                                                   | Neal Stephenson                                                         | 1996 (2001)      | englisch             | Darstellung einer futuristischen Welt (u. a. Nanotechnologie) kombiniert mit Neo-Victorianischen Moralvorstellungen, auch im Stil eines victorianischen Romans geschrieben.                                          | [ 34 ]        |
| Airborn (deutsch Wolkenpanther) | Kenneth Oppel                                                           | 2004 (2005)      | englisch             | Darstellung einer Welt mit Fantasiefiguren (Wolkenpanther) und einer immensen Bedeutung von Luftschiffen. In den nachfolgenden Teilen werden auch andere futuristische Fahrzeuge und Mechanismen beschrieben.        | [ 35 ]        |
| Ætherwelt-Serie (Annabelle-Rosenherz-Trilogie / Glasberg-Trilogie) Ætherhertz Æthersymphonie Ætherresonanz Waldesruh Rheingold Glasberg | Anja Bagus                                                              | 2013–2015        | deutsch              | Alternativwelt des frühen 20. Jahrhunderts, die durch das plötzliche Auftreten des Æthers, eines bis dato unbekannten Aggregatzustand des Wassers, revolutioniert wird.                                              | [ 36 ]        |
| Aussergewöhnliche Automatons | Martin Riesen                                                           | 2014             | deutsch              | Erster Band der Steamforged Empires-Reihe. Viktorianische Science-Fiction in einer alternativen Vergangenheit. | [ 37 ]        |
| Dampfmaschinen und rauchende Colts | Stefan Cernohuby (Hrsg.), Wolfgang Schroeder (Hrsg.)                    | 2014             | deutsch              | Episodenroman / Anthologie | [ 38 ]        |
| Wilhelmstadt. Die Abenteuer der Johanne deJonker. Band 1 – Die Maschinen des Saladin Sansibar                                           | Andreas Dresen                                                          | 2014             | deutsch              | | [ 39 ]        |
| Steamtown | Carsten Steenbergen, T. S. Orgel                                        | 2015             | deutsch              | Papierverzierer Verlag | [ 40 ]        |
| Revolver Tarot | R. S. Belcher                                                           | 2015             | englisch             | Papierverzierer Verlag | [ 41 ]        |
| RACK (Steampunk-Serie) | Ann-Kathrin Karschnick                                                  | 2016             | deutsch              | Papierverzierer Verlag | [ 42 ]        |
| Das Große Steampanoptikum. Eine fantastische Reise durch die Welt des deutschen Steampunks.                                             | Alex Jahnke, Clara Lina Wirz                                            | 2014             | deutsch              | Sachbuch/Anthologie, Edition Roter Drache | [ 43 ]        |
| Steampunk Mechanics. Made in Germany | Admiral Aaron Ravensdale                                                | 2016             | deutsch und englisch | Sachbuch/Anthologie, Edition Roter Drache |               |
| His Dark Materials Reihe | Philip Pullman                                                          | 1995             | englisch             | |               |
| Mortal Engines | Philip Reeve                                                            | 2001             | englisch             | Quadrologie |               |

## Steampunk-Comics
Vorläufer
- Moebius (Autor/Zeichner): Le Garage hermétique, 1979 (deutsch Die hermetische Garage oder auch Die luftdichte Garage)[44]
- François Schuiten (Zeichnungen) und Benoît Peeters (Text): Les Cités obscures, Serie seit 1983 (deutsch Die geheimnisvollen Städte)[45]
- Bryan Talbot (Autor/Zeichner): The Adventures of Luther Arkwright, 1987[46]

| Werk                                                            | Autor                | Zeichner        | Jahr        | Sprache     | Bemerkung                                                    | Beleg  |
| --------------------------------------------------------------- | -------------------- | --------------- | ----------- | ----------- | ------------------------------------------------------------ | ------ |
| The League of Extraordinary Gentlemen                           | Alan Moore           | Kevin O'Neill   | 1999 (2000) | englisch    | angefüllt mit der Supertechnologie von Verne und Wells       | [ 47 ] |
| Le Réseau Bombyce (deutsch Das Schmetterlingsnetzwerk)          | Corbeyran            | Cécil           | 1999 (2011) | französisch | Steampunk-Ambiente                                           | [ 48 ] |
| Steampunk                                                       | Joe Kelly            | Chris Bachalo   | 2000        | englisch    | kombiniert Steampunkelemente mit denen des Superheldencomics | [ 49 ] |
| Girl Genius                                                     | Phil & Kaja Foglio   | Phil Foglio     | 2001        | englisch    | “Gaslight Fantasy”                                           | [ 50 ] |
| Les Corsaires d’Alcibiade (deutsch Die Korsaren des Alkibiades) | Denis-Pierre Filippi | Éric Liberge    | 2004 (2010) | französisch | angesiedelt in einer Steampunk-Welt                          | [ 51 ] |
| Freak Angels                                                    | Warren Ellis         | Paul Duffield   | 2007 (2010) | englisch    | interessantes Steampunk-Ambiente, das trotzdem modern bleibt | [ 52 ] |
| SteamNoir                                                       | Benjamin Schreuder   | Felix Martikat  | 2011–2013   | deutsch     | dichte Atmosphäre in einer eigenen Steampunk-Welt, 4 Bände   | [ 53 ] |
| The Puppet Makers                                               | John Leavitt         | Molly Crabapple | 2010        | englisch    | A Rococo Steampunk Murder Mystery                            | [ 54 ] |

## Steampunk-Spiele
| Werk                                            | Verlag                                         | Erscheinungsjahr | Originalsprache | Bemerkung                                                                                | Beleg         |
| ----------------------------------------------- | ---------------------------------------------- | ---------------- | --------------- | ---------------------------------------------------------------------------------------- | ------------- |
| Space: 1889 (deutsch Space:1889)                | GDW (Uhrwerk Verlag)                           | 1988 (2012)      | englisch        | Kolonialisierung des Sonnensystems mit Aetherschiffen                                    | [ 55 ]        |
| Forgotten Futures                               | Markus Rowland/Heliograph                      | 1993/1999        | englisch        | Universalsystem für jede Art von Steampunk-Setting                                       | [ 56 ] [ 57 ] |
| Castle Falkenstein (deutsch Castle Falkenstein) | R. Talsorian Games (Truant Verlag)             | 1994 (1997)      | englisch        | Steampunk in der Zeit Ludwig II. mit Fantasy-Elementen                                   | [ 58 ]        |
| Deadlands (deutsch Deadlands)                   | Pinnacle Entertainment Group (Spielzeitverlag) | 1996 (1997)      | englisch        | Crossover zwischen Horror und Western mit starken Steampunk-Elementen                    | [ 59 ]        |
| Thyria Steamfantasy                             | –                                              | 1997             | deutsch         | freies Rollenspiel: Steampunk in einer Fantasywelt PDF (PDF; 1,8 MB)                     | [ 60 ]        |
| GURPS Steampunk                                 | Steve Jackson Games                            | 2000             | englisch        | Ausführliche Behandlung des Themas und Versuch eine Terminologie zu erstellen            | [ 61 ]        |
| GURPS Castle Falkenstein                        | Steave Jackson Games                           | 2000             | englisch        | Castle Falkenstein mit GURPS Regelwerk                                                   | [ 62 ]        |
| DragonMech                                      | Sword & Sorcery Studio/White Wolf Publishing   | 2004             | englisch        | d20-System: Crossover von Steampunk, Fantasy und Mecha Rollenspiel                       | [ 63 ]        |
| OGL Steampunk                                   | Mongoose Publishing                            | 2004             | englisch        | Open Game License                                                                        | [ 64 ]        |
| Iron Kingdoms (deutsch Iron Kingdoms)           | Privateer Press (Ulisses Spiele)               | 2005 (2007)      | englisch        | d20-System: „Vollmetall-Fantasy“ – von Steampunk inspiriert                              | [ 65 ]        |
| Steampunk Musha                                 | Indie Press Revolution                         | 2006             | englisch        | Setting für das Iron Gauntlets System – Crossover zwischen Steampunk und Oriental Action | [ 66 ]        |
| Opus Anima                                      | Prometheus Games Verlag                        | 2008             | deutsch         | Crossover aus Horror, Science-Fiction und Steampunk                                      | [ 67 ]        |
| Space: 1889 - Red Sands                         | Studio 2                                       | 2010             | englisch        | Space: 1889 für Savage Worlds                                                            | [ 68 ]        |
| Eis&Dampf                                       | Uhrwerk Verlag                                 | 2015             | deutsch         | Settingband für Fate: Core                                                               | [ 69 ]        |

1. ↑  Forgotten Futures wurde ursprünglich 1993 entwickelt aber erst 1999 von Heliograph Inc in gedruckter Form veröffentlicht

Rollenspiele mit viktorianischem Hintergrund
(geeignet als Quellenmaterial für Steampunk-Spiele)
- Cthulhu by Gaslight – „Der Schwerpunkt liegt auf dem Viktorianischen Zeitalter und den Romanen dieser Zeit. Eine Steampunk-Kampagne profitiert besonders vom Abschnitt über H.G. Wells“[70]
William A. Barton: Cthulhu By Gaslight. Chaosium, 1986, ISBN 0-933635-13-3.
- Midgard - Abenteuer 1880 – Wird als hilfreich für Steampunkliebhaber beschrieben[71]
Heinrich Glumpler: Midgard – Abenteuer 1880. Klee Spiele, 1994, ISBN 3-924714-63-0.; 2010 Verlagswechsel zu Effing Flying Pig

Brettspiele und Tabletops
- Sky Galleons of Mars,[72] GDW 1988 – Vorläufer von Space: 1889
- Dystopian Wars,[73] Spartan Games 2010 – Tabletop-Kämpfe zu Land zu Wasser und in der Luft in einem viktorianischen Steampunk Setting

## Steampunk-Hörspiele
- Wayne McLair

## Steampunk-Musik
Steampunk-Musik ist keine einheitliche Stilrichtung, sondern ein Versuch die Ideen des Genres musikalisch umzusetzen
| Gruppe/Künstler       | Herkunft           | Gründung   | Steampunk seit | Stilrichtung / Bemerkung                                             | Beleg         |
| --------------------- | ------------------ | ---------- | -------------- | -------------------------------------------------------------------- | ------------- |
| Jordan Reyne          | Neuseeland         | 1997       | 1997           | „industrial-tinged alternative folk“                                 | [ 74 ]        |
| Thomas Truax          | New York (US)      | 1990er     | ~ 2000         | Songwriter, Darsteller und Erfinder experimenteller Musikinstrumente | [ 74 ]        |
| Abney Park            | Seattle (US)       | 1997       | 2005           | Electropop, Alternative Rock                                         | [ 74 ]        |
| Aeronautica           | Wermelskirchen     | 2012       | 2012           | Steampunk Gothic Metal                                               | [ 75 ]        |
| Coppelius             | Berlin             | 1997       | 2015           | Kammer-Core aus dem 19. Jahrhundert                                  | [ 76 ] [ 77 ] |
| Sunday Driver         | London (UK)        | 2000       | 2000           | Carnatic Folk                                                        | [ 74 ] [ 78 ] |
| Dresden Dolls         | Boston (US)        | 2000       | [ Anm. 1 ]     | Dark Cabaret                                                         | [ 79 ]        |
| Doctor Steel          | Los Angeles (US)   | 2001       | ?              | kabarettistischer Allround-Künstler (Gothic, Industrial)             | [ 74 ]        |
| Vernian Process       | San Francisco (US) | 2003       | 2003           | Steamwave                                                            | [ 80 ] [ 74 ] |
| Pentaphobe            | Australien         | 2005       | 2005           | Textlos und Klangexperimentell                                       | [ 74 ]        |
| Professor Elemental   | Brighton (UK)      | 2005       | ca. 2009?      | Chap hop (britischer Retro-Hip-hop)                                  | [ 81 ]        |
| Jessnes               | Dresden            | 2007       | 2014           | World SteamFolk                                                      | [ 82 ] [ 83 ] |
| Tales of Nebelheym    | Stuttgart          | 2012       | 2012           | Acoustic Steam Folk                                                  | [ 84 ]        |
| The Clockwork Quartet | London             | 2008       | 2008           | Worldmusic, Folk                                                     | [ 85 ] [ 86 ] |
| Tough Love            | London             | 2008 (ca.) | ?              | Pop (verwenden Steampunkelemente bei ihren Bühnenkostümen)           | [ 85 ]        |

Anmerkungen
1. ↑  Die Gruppe hat keinen Steampunk Hintergrund, und bezeichnet sich auch nicht als Steampunk. Dennoch wird ihr Werk von vielen Fans als Steampunk beschrieben